# Maripa longifolia
Maripa longifolia är en vindeväxtart som beskrevs av Paul Antoine Sagot och Hallier f. Maripa longifolia ingår i släktet Maripa och familjen vindeväxter. Inga underarter finns listade i Catalogue of Life.